# Target Center
Le Target Center est une salle omnisports située dans le centre de Minneapolis dans le Minnesota et sponsorisée par la société Target Corporation.
Depuis 1990, c'est le parquet des Timberwolves du Minnesota de la National Basketball Association qu'ils partagent avec les Lynx du Minnesota de la Women's National Basketball Association depuis 1999. En 1996, les Minnesota Fighting Pike de l'Arena Football League y ont fait un bref passage. Le Target Center a une capacité de 19 356 places pour le basket-ball, 17 500 pour le hockey sur glace et le football américain en salle puis 20 500 pour les concerts (Center-stage). La salle peut aussi être configurée pour le théâtre avec une capacité allant de 2 500 à 7 500 places. Elle dispose de 68 suites de luxe et 1 350 sièges de club.

## Histoire
Le Target Center a ouvert ses portes le 13 octobre 1990, après 27 mois de travaux, et coûta approximativement $104 millions de dollars. Les Timberwolves du Minnesota ont joué leur premier match dans leur nouveau domicile, le 16 octobre 1990, contre les 76ers de Philadelphie. Le Target Center fut la première salle du genre aux États-Unis à lutter contre le tabagisme. En 1990, Target Corporation acheta les droits d'appellation de la salle pour $18,75 millions de dollars sur 15 ans.
Le Target Center a été vendu par les propriétaires d'origine (Marv Wolfenson et Harvey Ratner) à la ville de Minneapolis (bien que la gestion ait changé de mains quelques fois) en mars 1995 et Ogden Entertainment gérait l'installation. Le 22 septembre 2000, la gestion fut acquise par SFX Entertainment puis SFX Entertainment a été vendu à Clear Channel Entertainment au début de l'année 2001. Clear Channel Entertainment assura le contrôle des lieux jusqu'en mai 2004 quand Midwest Entertainment Group (MEG), une coentreprise entre les Timberwolves et Nederlander Concerts, est intervenu en tant que gestionnaire le 1er mai 2004. Le 2 mai 2007, Anschutz Entertainment Group (AEG) a assumé le contrat de gestion du Target Center. La ville de Minneapolis est propriétaire de l'arène et AEG gère les opérations quotidiennes.
Le Target Center est une des trois arènes NBA (TD Garden de Boston et Amway Arena de Orlando) avec une surface en parquet.
En 2004, la salle subit plusieurs rénovations, dont le remplacement des 19 006 sièges et l'augmentation de la capacité à 20 500 places. L'arène fut d'abord construite pour être un lieu de concerts, ce qui reste encore à ce jour son point fort car elle est classée en 5e position dans les affluences aux États-Unis.
La salle est actuellement en sursis au regard du manque de suites de luxe. Elle a d'ailleurs changé à plusieurs reprises de propriétaires.
En 2009, le Target Center s'est doté d'un toit vert recouvrant toute la surface du bâtiment. Ce toit est le plus grand du genre dans le Minnesota, et l'un des plus grands du pays. Son coût est estimé à $5,3 millions de dollars.

## U.S. Bank Theater
Le U.S. Bank Theater permet au Target Center d'être configuré spécifiquement pour les spectacles avec des capacités allant de 2 500 à 7 500 spectateurs.
Les événements organisés à l'U.S. Bank Theater peuvent inclure des concerts et des spectacles familiaux pour n'en citer que quelques-uns.

## Évènements
- NBA All-Star Game 1994, 13 février 1994
- Championnats du monde de patinage artistique 1998
- WWE SummerSlam 1999, 22 août 1999
- Concert de Blink-182, 18 mai 2004
- WWE Judgment Day, 22 mai 2005
- UFC 87: Seek and Destroy, 9 août 2008
- WWE RAW
- WWE WWE SmackDown
- Minnesota State High School Boy's and Girl's State Basketball tournament
- WWE Bragging Rights , 24 octobre 2010
- WWE: TLC: Table, Ladder and Chair, 22 octobre 2017
- AEW Full Gear, 13 novembre 2021

## Galerie

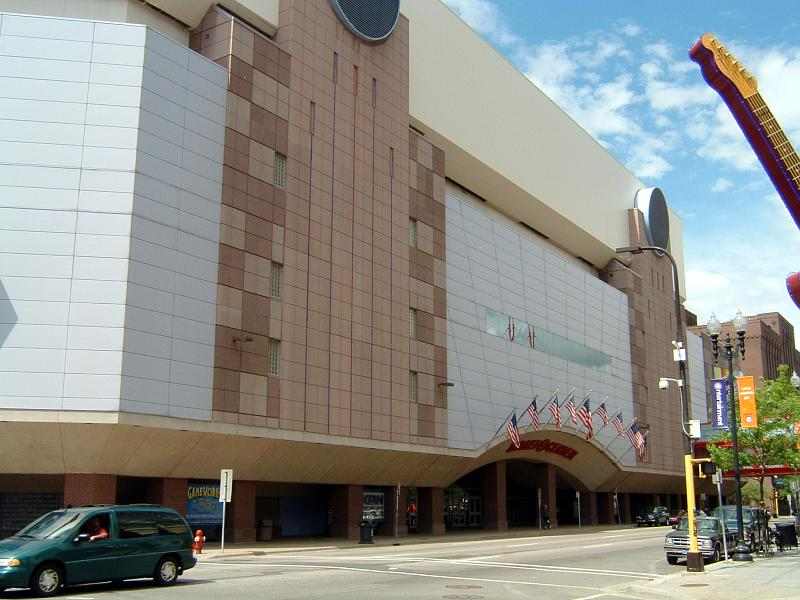
Façade extérieure
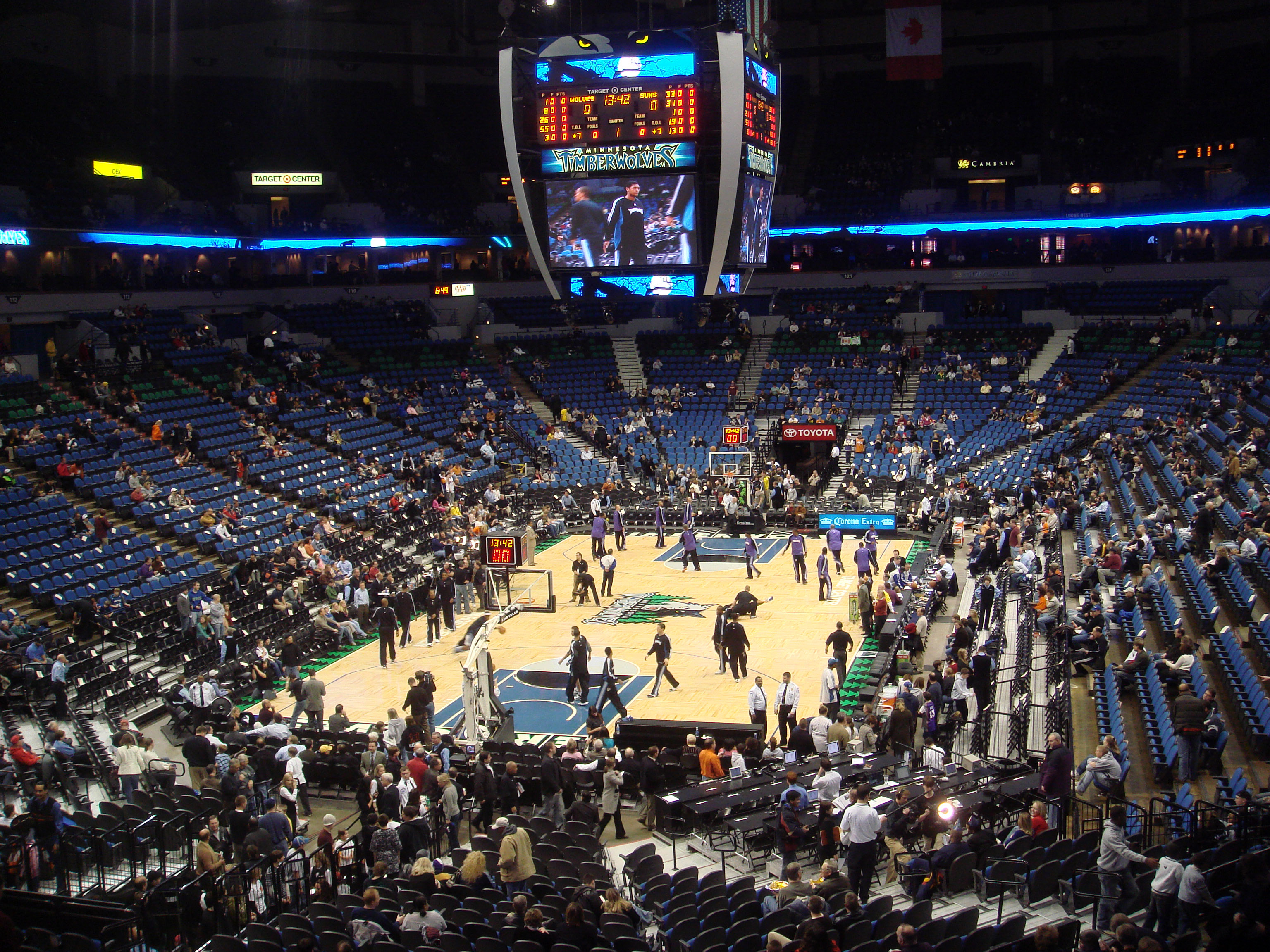
Intérieur de la salle
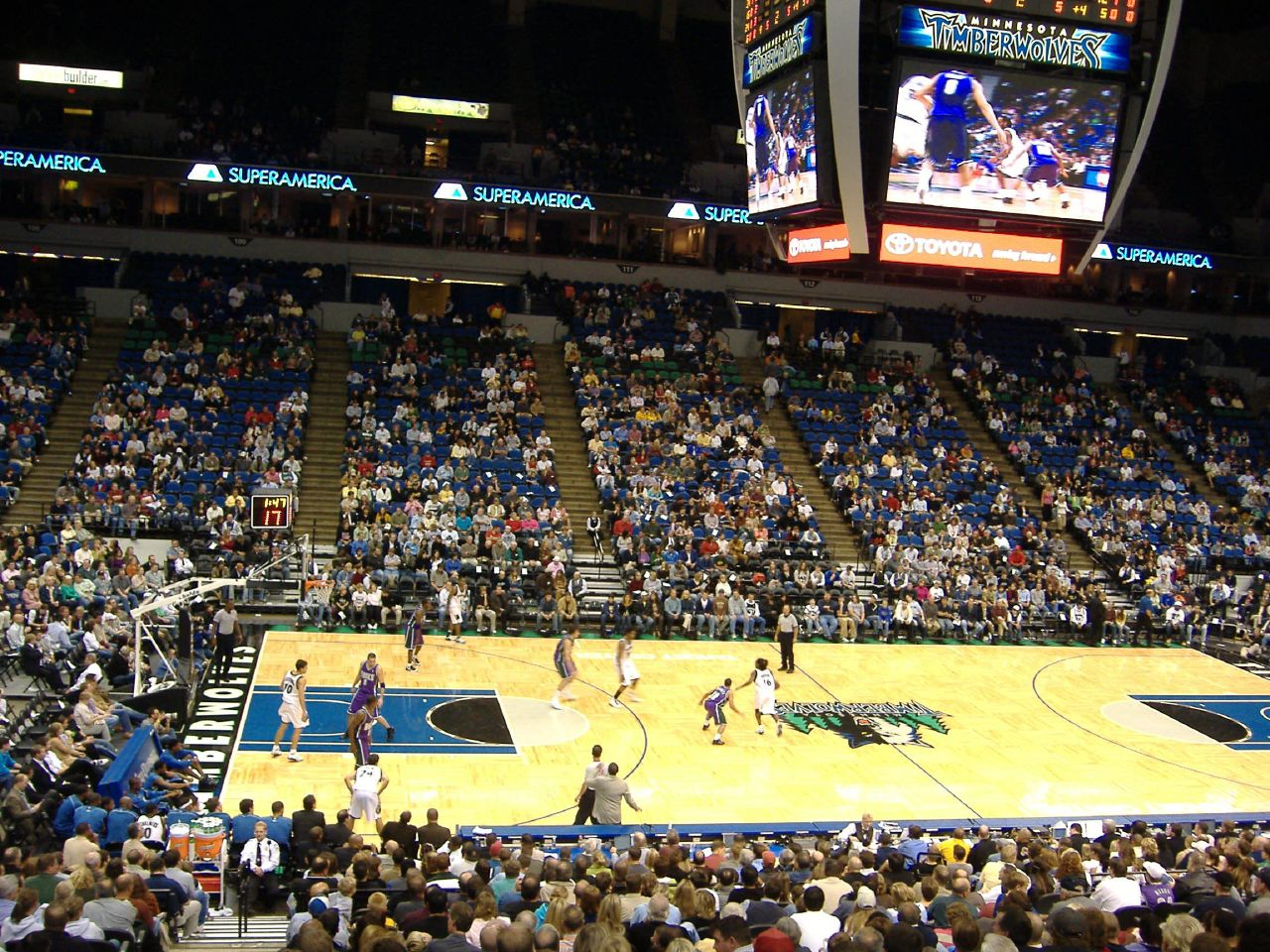
Match des Wolves
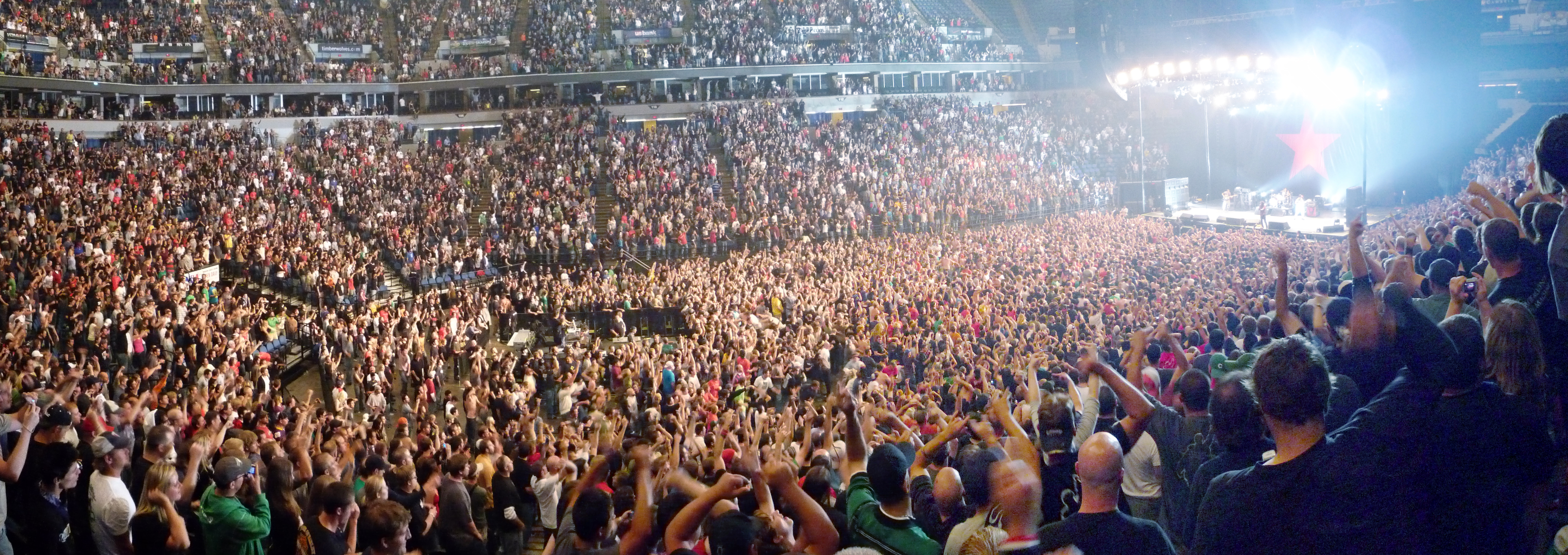
Panorama
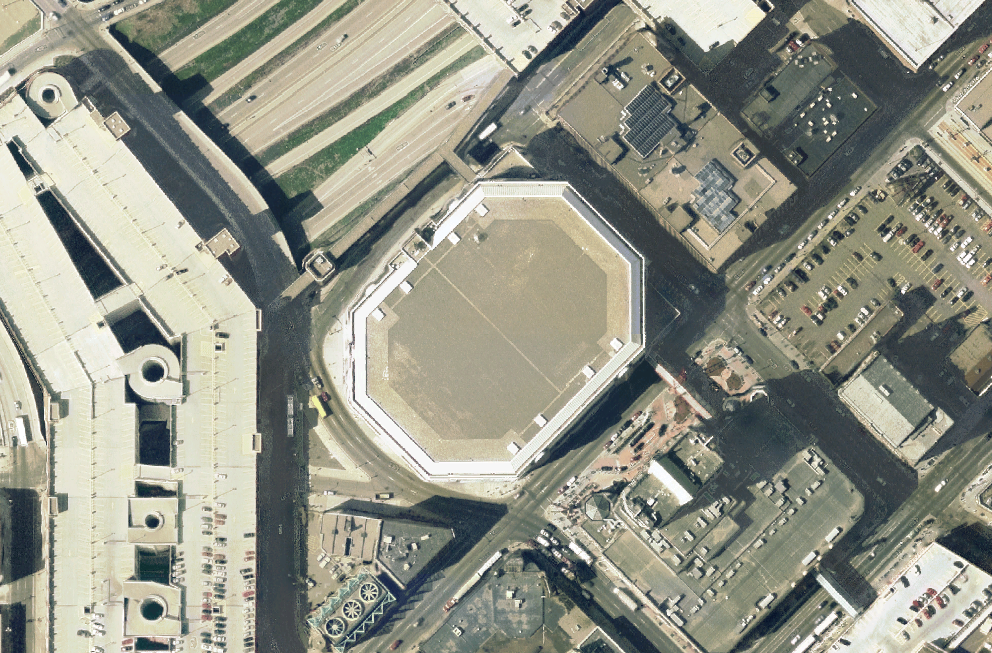
Image satellite